# Luso (Zerbst)
Luso ist ein Ortsteil der gleichnamigen Ortschaft der Stadt Zerbst/Anhalt im Landkreis Anhalt-Bitterfeld in Sachsen-Anhalt, (Deutschland).

## Geografie
Die Ortschaft Luso bildet sich durch die Ortsteile Bone (152 Einwohner), Luso (74 Einwohner) und Mühlsdorf (48 Einwohner).
Alle Ortsteile liegen östlich der Stadt Zerbst/Anhalt.

## Geschichte
Am 20. Juli 1950 wurden die bis dahin eigenständigen Gemeinden Bone und Mühlsdorf nach Luso eingemeindet.
Am 1. Januar 2005 erfolgte die Eingemeindung nach Zerbst/Anhalt.

## Politik

### Ortschaftsrat
Als Ortschaft der Stadt Zerbst/Anhalt übernimmt ein so genannter Ortschaftsrat die Wahrnehmung der speziellen Interessen des Ortes innerhalb bzw. gegenüber den Stadtgremien. Er wird aus fünf Mitgliedern gebildet.

### Bürgermeister
Als weiteres ortsgebundenes Organ fungiert der Ortsbürgermeister, dieses Amt wird zur Zeit von Ralf Müller wahrgenommen.

## Baudenkmale

### Dorfkirche Bone
Im Ortsteil Bone steht die Feldsteinkirche, ein im Kern vermutlich spätromanisches Bauwerk aus regelmäßigem Feldsteinmauerwerk, bestehend aus Schiff, eingezogenem Chor und Apsis. Eine rundbogige Priesterpforte ist an der Chornordseite noch erkennbar. Über dem Westteil erhebt sich ein barocker Fachwerkdachreiter mit massiver Westwand. Die Kirche wurde im Jahr 1898 renoviert und im Westen eine Vorhalle angefügt.
Das Innere des Bauwerks ist flachgedeckt; Schiff und Chor sind durch einen runden Triumphbogen voneinander geschieden. Die Ausstattung aus dem Jahr 1898 ist vollständig erhalten. Eine Bronzeglocke wurde 1913 von Franz Schilling aus Apolda gegossen.